# Desfonologització
La desfonologització és un fenomen en fonètica que consistix en la pèrdua del caràcter fonològic d'un so. Amb l'evolució lingüística, el tret distintiu que feia que dos fonemes es diferenciessin es pot perdre, sigui perquè ja no es pronuncia o perquè deixa de ser percebut com a rellevant pels parlants (i per tant, en no distingir el significat de mots esdevé una variant personal, sense valor en fonologia).
En el procés de desfonologització pot passar que els dos sons esdevinguin al·lòfons d'un mateix fonema, que un fonema es perdi totalment i quedi assumit per l'altre o que es creï una pronúncia híbrida entre els dos antics fonemes.
Exemples serien la pèrdua entre els sons de la Y i la LL a bona part del domini lingüístic del castellà o la mateixa pronúncia de V i B en català (essent [v] la sonorització de [f] i no un fonema independent).